# Pieve Vergonte
Pieve Vergonte (piemontiul: La Piev e Vergont) település Olaszországban. Lakosainak száma 2414 fő (2023. január 1.). Pieve Vergonte Anzola d’Ossola, Premosello-Chiovenda, Vogogna, Piedimulera és Valstrona községekkel határos.

## Népesség
A település népességének változása:
| Lakosok száma | 2572 | 2549 | 2414 |
|               | 2017 | 2018 | 2023 |